# Даниил Александрович Пенко
Князь Даниил Александрович Пенко (ум. 1520) — русский государственный и военный деятель, воевода, наместник и боярин во времена правления Ивана III Васильевича и Василия III Ивановича.
Единственный сын Александра Фёдоровича Брюхатого — последнего ярославского владетельного князя; XIX колено от Рюрика. Родоначальник угасшего княжеского рода Пеньковы, по прозванию которого — «Пенко», его потомки получили фамилию.

## Биография
В 1469 году послан первым воеводою войск на Казань. В летописях в первый раз упоминается под 1485 годом по случаю помещения в его московском доме пленного казанского царя с семьёй. В 1492 году первый воевода помощных войск в походе на Литву. В 1493 году в качестве первого воеводы Большого полка в походах на Литву и Великие Луки. В 1493—1495 годах упомянут первым наместником в Новгороде, где тогда же встречал великого князя. В 1493—1495 годах был наместником в Ярославле.
В 1500 году пожалован был в бояре. В феврале того же года был тысяцким на свадьбе дочери великого князя, Феодосии, выходившей за князя Василия Даниловича Холмского. Во время нашествия на Казань татар был первым воеводой вспомогательных войск, посланных на помощь царю казанскому.
В 1501 году князь послан был великим князем на помощь Пскову первым воеводою Большого полка против угрожавших последнему ливонцев, задержался там на три недели и тем причинил городу большие убытки. Псковичи жаловались на его бездействие великому князю, и последний приказал ему выступить против ливонцев. Вскоре, однако, он возвратился в Псков, «не учинивши ничего же». В следующем, 1502 году первый воевода войск во время второго похода в Ливонию потерпел неудачу; но, соединившись затем с князем Даниилом Васильевичем Щенею, по разбитии ливонцев в битве под Гельмедом, в ноябре опустошил Ливонскую землю от Ивангорода до Колывани. После похода назначен первым воеводой Большого полка против шведов. В 1503 году был в походе из Великих Лук на Литву, воевода Большого полка.
Умер в 1520 году.

## Семья
Имел трёх сыновей, пользовавшихся большим влиянием и называемых Пен(ь)ко́вы:
- Князь Пеньков Александр Данилович (убит в 1506 под Казанью) — в апреле 1506 года послан к Казани вторым воеводой Передового полка плавной рати, имел земельные наделы в уездах центра страны, бездетен[3]; владел Буслаевской псалтирью[4].
- Князь Пеньков Василий Данилович (ум. 1552) — воевода, имел бездетного сына Ивана, боярина.
- Князь Пеньков Иван Данилович Хомяк (ум. 1544) — боярин и воевода, бездетен.